# Lac Baount
Le lac Baount (en russe : Баунт озеро) est un lac situé au nord-est de la république autonome de Bouriatie, en Russie, dans la partie sud-est de la Sibérie. 

## Géographie
Le lac se trouve sur le plateau de Vitim, à une altitude de 1 059 mètres, à 190 km à l'est de l'extrémité septentrionale du lac Baïkal. Le lac Baount a 19 km de longueur et environ 10 km de largeur. Sa superficie est de 165 kilomètres carrés.
Le lac est alimenté en grande partie par la Tsipa, et par son affluent, le Tsipikan. La Tsipa est un affluent du Vitim, lui-même important affluent de la Léna.